# Imperator (Band)
Imperator ist eine polnische Death-Metal-Band. Sie gehört neben Vader zu den ersten polnischen Extreme-Metal-Bands überhaupt.

## Geschichte
Gegründet wurde Imperator 1984 von Bariel und Adrian. Im Januar 1984 fand die erste Probe statt, bei der auch Jacek und Tomek mitspielten. Im September 1985 stieß Mefisto zur Band, und diese gab ihr erstes Konzert. Im August 1986 trat sie bei einem Festival erneut auf. Im Dezember 1986 oder 1987 beim Metalmania-Festival wurde die Demoaufnahme Endless Sacrifice eingespielt. Es folgte Deathlive, aufgenommen bei zwei Festivals im Sommer 1987. Im September 1987 verließ Adrian Imperator und wurde durch Moloch ersetzt, mit dem die Band ihre dritte und letzte Demoaufnahme Eternal Might einspielte.
Die Band erregte die Aufmerksamkeit des Mayhem-Gitarristen Euronymous, der daran interessiert war, sie bei Deathlike Silence Productions unter Vertrag zu nehmen. 1990 unterschrieb die Band bei ihm. Das Album The Time Before Time wurde im Winter 1990/91 eingespielt; da Euronymous jedoch finanzielle Probleme hatte, erschien es über Nameless Productions aus Polen. die Plattenfirma meldete kurz darauf Bankrott an, weshalb das Album kaum Promotion erfuhr.
Nach ihrer Auflösung kehrte die Band in den späten 1990er-Jahren zurück und gab einige Auftritte, allerdings waren keine Gründungsmitglieder beteiligt. 2000 spielte die Band erstmals in Schweden, zusammen mit Repugnant und Kaamos in Stockholm. Einer Meldung Bariels von 2005 zufolge sind die Aktivitäten der Band nicht endgültig eingestellt.

## Musikstil
Zu Beginn wollten Bariel und Adrian Metal in der Tradition von Mercyful Fate, Celtic Frost, Bathory, Slayer, Sodom und Tormentor/Kreator spielen. Diesen Einflüssen entsprechend wurde die Musik sowohl als Black Metal als auch als Thrash Metal oder Death Metal bezeichnet. Im Tales of the Macabre wurde der Stil als brutaler, thrash-lastiger Death Metal in seiner rohesten Form beschrieben.

## Diskografie
- 1986: Endless Sacrifice (Demo)
- 1987: Deathlive (Demo)
- 1988: Eternal Might (Demo)
- 1991: The Time Before Time (Album)
- 1999: Existential Prophecy (Demo)
- 2004: Unholy Bible of Polish Death Metal Vol. 1 (Kompilation)